# Дмитриевское сельское поселение (Республика Алтай)
Дмитриевское се́льское поселе́ние — муниципальное образование в Турочакском муниципальном районе Республики Алтай Российской Федерации.
Административный центр — село Дмитриевка.

## История
Статус и границы сельского поселения установлены Законом Республики Алтай от 13 января 2005 года № 10-РЗ «Об образовании муниципальных образований, наделении соответствующим статусом и установлении их границ».

## Население
| 2010 | 2011 | 2012 | 2013 | 2014 | 2015 | 2016 | 2017 | 2018 |
| ---- | ---- | ---- | ---- | ---- | ---- | ---- | ---- | ---- |
| 824  | ↗825 | ↘786 | ↗788 | ↘779 | →779 | ↘768 | ↗781 | ↗784 |
| 2019 | 2020 | 2021 |      |      |      |      |      |      |
| ↘771 | ↘760 | ↘700 |      |      |      |      |      |      |

## Состав сельского поселения
| № | Населённый пункт | Тип населённого пункта       | Население |
| - | ---------------- | ---------------------------- | --------- |
| 1 | Дмитриевка       | село, административный центр | →607      |
| 2 | Удаловка         | село                         | ↘160      |
| 3 | Дайбово          | село                         | ↘1        |

## Местное самоуправление
Главы администрации
- с 2023 года - Василий Сергеевич Акпыжаев[15]